# Monument van de tetrarchen
Het monument van de tetrarchen is een porfieren beeldengroep die een plaats heeft gekregen aan de buitenkant van de schatkamer van de basiliek van San Marco in Venetië. Het monument is rond het jaar 300 gemaakt en is 1,30 meter hoog.

## Herkomst
Waarschijnlijk sierden de beelden vroeger twee porfieren pilaren op het Philadelphion, een monumentaal plein in Constantinopel. Toen de Venetianen die stad in 1204 plunderden tijdens de Vierde Kruistocht, namen zij de beelden als buit mee terug naar Venetië. In de jaren zestig vonden archeologen een deel van de ontbrekende voet in de buurt van de Bodrummoskee. Dit fragment is te zien in het archeologisch museum van Istanboel.
In Venetië staan de beelden ook bekend als De vier dieven (I quattro ladroni). Volgens de overlevering probeerden vier mannen de kerkschat te stelen en veranderden in steen als straf voor deze heiligschennis.

## Voorstelling
Het Romeinse Keizerrijk werd vanaf 293 korte tijd bestuurd door een tetrarchie, een regering met vier keizers. In eerste instantie stond Diocletianus aan het hoofd als Augustus Senior, bijgestaan door Maximianus, de Augustus Junior, en twee Caesares. Elk van de keizers bestuurde een bepaald deel van het rijk. Na het aftreden van beide Augusti in 305 bleef de tetrarchie in wisselende samenstelling nog enige tijd bestaan, om uiteindelijk opgevolgd te worden door de Constantijnse dynastie.
De meeste kunsthistorici interpreteren het monument als een symbool voor de tetrarchie.  De Augusti, te herkennen aan hun baard, omhelzen de jongere, baardloze Caesares. Deze uiting van eenheid en continuïteit was van grote betekenis in het rijk dat lang verscheurd was door interne conflicten. Ook de keuze van het materiaal, porfier, verwijst naar continuïteit. Deze steensoort, afkomstig uit Egypte, is immers erg hard en daardoor ook moeilijk te bewerken. Vanaf de vierde eeuw stond porfier symbool voor de keizerlijke macht.
De keizers zijn abstract weergegeven en hebben geen duidelijke individuele kenmerken. Hun ogen, die ooit met glaspasta gevuld waren, hebben een starende, emotieloze blik. Ook de kleding is identiek, een paludamentum en een pantser met balteus. Op hun hoofd dragen ze de eenvoudige helm die Diocletianus geïntroduceerd had. De gaten verraden de plaats waar ooit gekleurde stenen gezeten moeten hebben. In hun linkerhand houden ze een rijkversierd zwaard vast, waarvan het gevest is vormgegeven in de vorm van de kop van een adelaar. Dit ontwerp heeft waarschijnlijk een Sassanidische oorsprong.

## Stijl
Waarschijnlijk maakten Egyptische ambachtslieden de beeldengroep. Zij waren gespecialiseerd in het werken met het harde porfier. Opvallend is de breuk met het realisme van de hellenistische kunst dat eeuwenlang bepalend was geweest. De contrapost-houding en anatomisch correcte weergave hebben plaatsgemaakt voor een abstracte en schematische beeltenis. Het monument van de tetrarchen is een perfecte illustratie van deze overgang in de laat-antieke beeldhouwkunst.

## Afbeeldingen

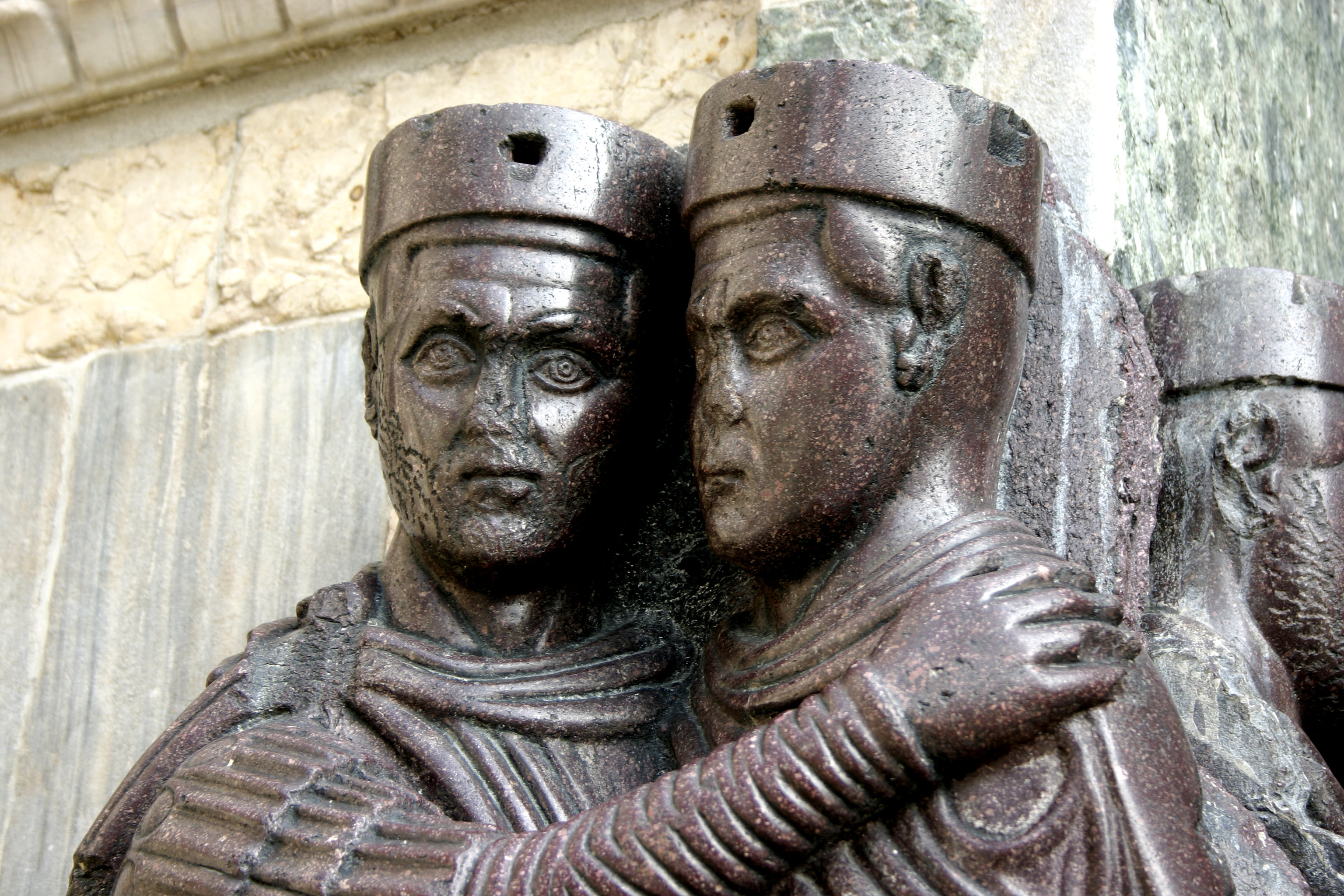
detail
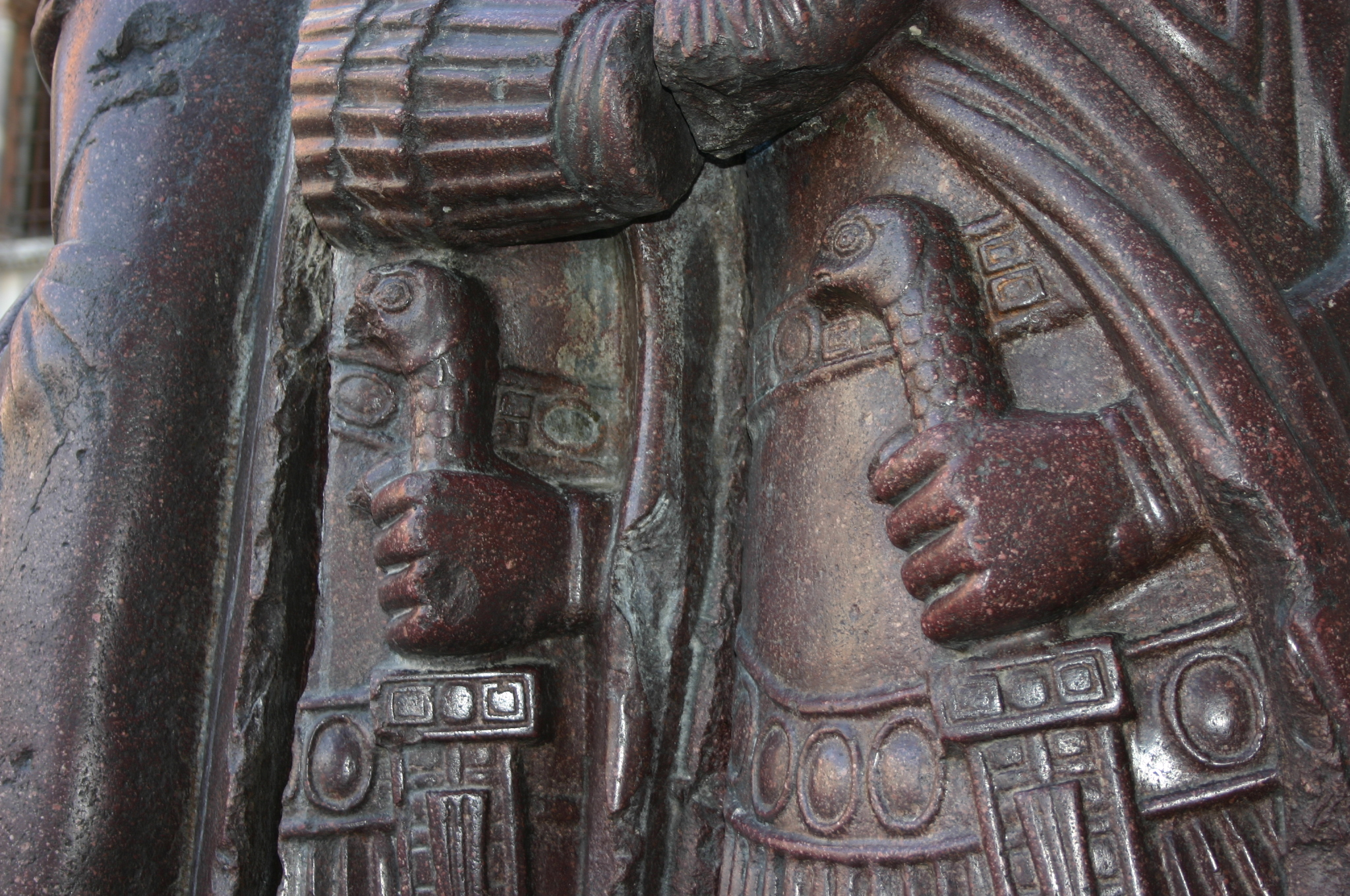
detail
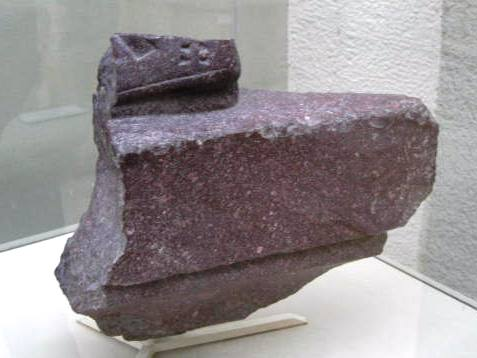
Fragment van de hiel in het archeologisch museum van Istanboel